# Nurbek Kholmukhammatov
Nurbek Kholmukhammatov (13 de julio de 1992) es un luchador uzbeco de lucha grecorromana. Participó en Campeonato Mundial de 2015 donde consiguió un 17.º puesto. Ganó dos medallas en Campeonatos Asiáticos, de plata en 2016.